# Ovios
Ovios is een geslacht van vlinders van de familie uilen (Noctuidae), uit de onderfamilie Agaristinae.

## Soorten
- O. capensis (Herrich-Schäffer, 1854)
- O. nealces Fawcett, 1915